# Rio Turvo (Ribeira)
Der Rio Turvo (auch Rio do Apom oder Rio do Apon) ist ein etwa 64 km langer linker Nebenfluss des Rio Ribeira im Osten des brasilianischen Bundesstaats Paraná.

## Etymologie
Der Fluss trägt einen sprechenden Namen: der portugiesische Begriff turvo bedeutet auf Deutsch trüb.

## Geografie

### Lage
Das Einzugsgebiet des Rio Turvo befindet sich auf dem Primeiro Planalto Paranaense (der Ersten oder Curitiba-Hochebene von Paraná).

### Verlauf
Sein Quellgebiet liegt auf der Grenze zwischen den Munizipien Doutor Ulysses und Castro auf 914 m Meereshöhe etwa 35 km östlich der Stadt Castro in drei Kilometer Entfernung zur Eisenbahnlinie Uvaranas-Pinhalzinho.
Der Fluss verläuft in östlicher Richtung. Er bildet in seinem gesamten Verlauf die südliche Grenze des Munizips Doutor Ulysses, auf seinen ersten zwanzig Kilometern zum Munizip Castro und dann für die restlichen 44 km zum Munizip Cerro Azul. Er mündet auf 298 m Höhe von links in den Rio Ribeira. Er ist etwa 64 km lang.

### Nebenflüsse
rechts:
- Ribeirão Bonito
- Ribeirão Lagoa da Pedra
- Arroio Quebrada Funda

links:
- Arroio Campina
- Ribeirão Claro
- Ribeirão Teixera[4]

### Munizipien im Einzugsgebiet
Am Rio Turvo liegen die zwei Munizipien  Doutor Ulysses und Castro.